# Rhyan White
Pour les articles homonymes, voir White.
Rhyan Elizabeth White est une nageuse américaine née le 25 janvier 2000 à Sandy, dans l'Utah. Elle a remporté la médaille d'argent du relais 4 × 100 m quatre nages aux Jeux olympiques d'été de 2020 à Tokyo.
Elle a aussi été médaillée d'argent du 100 mètres dos aux Jeux olympiques de la jeunesse de 2018 à Buenos Aires.

## Palmarès

### Championnats du monde en grand bassin
- Championnats du monde 2022 à Budapest :
  -  Médaille d'or du relais 4 × 100 m quatre nages (participe uniquement aux séries).
  -  Médaille de bronze du 200 m dos.